# Sanders County
Sanders County är ett administrativt område i delstaten Montana, USA, med 11 413 invånare. Den administrativa huvudorten (county seat) är Thompson Falls. Countyt har fått sitt namn efter politikern Wilbur F. Sanders.

## Geografi
Enligt United States Census Bureau så har countyt en total area på 7 226 km². 7 153 km² av den arean är land och 73 km² är vatten. 

### Angränsande countyn
- Lincoln County, Montana - nord
- Flathead County, Montana - nordost
- Lake County, Montana - öst
- Missoula County, Montana - sydost
- Mineral County, Montana - syd
- Shoshone County, Idaho - väst
- Bonner County, Idaho - nordväst